# Belle Air
Belle Air (Code AITA : XH ; code OACI : LBY ; Hub : Tirana) est une compagnie aérienne à bas prix albanaise, créée en mai 2005. Le premier vol a eu lieu le 1er mars 2006. Elle propose des vols réguliers internationaux au départ de Tirana et de Pristina. 

## Flotte

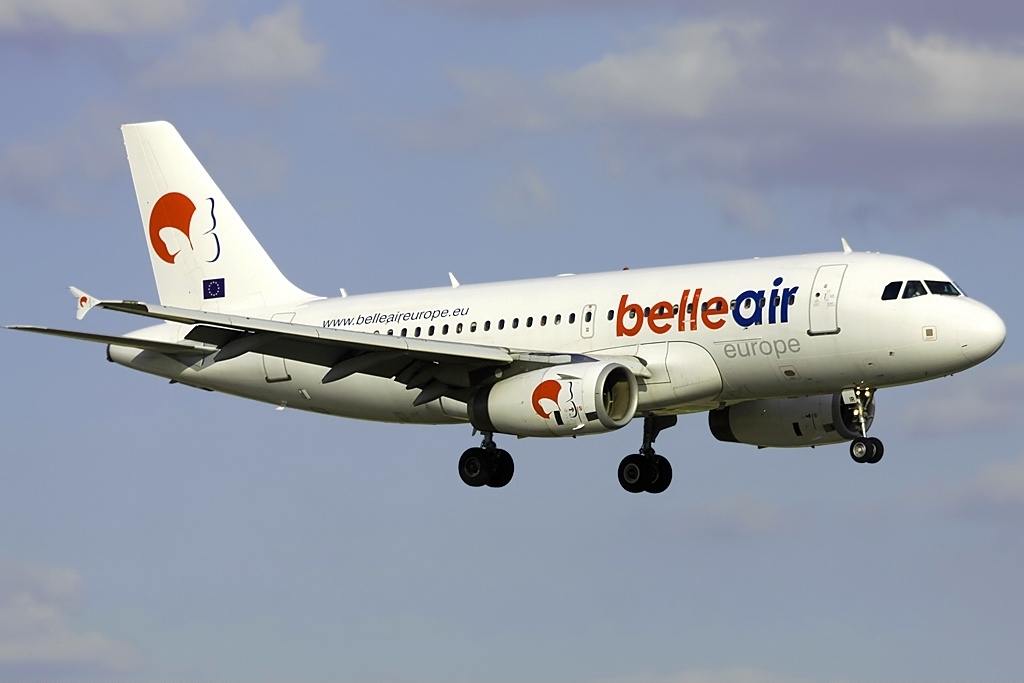
Airbus A319 de Belle Air (mai 2011)

Depuis le 25 décembre 2011, Belle Air (Belle Air Europe y compris) dispose d'une flotte de sept avions.
- 2 Airbus A319 (144 places)
- 3 Airbus A320 (180 places)
- 2 ATR 72 (68 places)

## Destination (2011)
- Tirana-Rome
- Tirana-Milan Malpensa
- Tirana-Milan Bergame
- Tirana-Bari
- Tirana-Pescara
- Tirana-Pérouse
- Tirana-Florence
- Tirana-Ancône
- Tirana-Rimini
- Tirana-Forli
- Tirana-Pise
- Tirana-Gênes
- Tirana-Coni
- Tirana-Vérone
- Tirana-Bologne
- Tirana-Trieste
- Tirana-Athènes
- Tirana-Kinshasa
- Tirana-Rhodes
- Tirana-Barcelone
- Tirana-Paris
- Tirana-Bruxelles
- Tirana-Londres Stansted

## Destinations futures
- Tirana-Amsterdam
- Tirana-Volos
- Tirana-Thessalonique